# Hokey Pokey (album)
Hokey Pokey è un album in studio del duo britannico Richard and Linda Thompson, pubblicato nel 1975 da Island Records.

## Tracce
Tutte le tracce sono state scritte da Richard Thompson, eccetto dove indicato.

1. Hokey Pokey (The Ice Cream Song)
2. I'll Regret It All in the Morning
3. Smiffy's Glass Eye
4. The Egypt Room
5. Never Again
6. Georgie on a Spree
7. Old Man Inside a Young Man
8. The Sun Never Shines on the Poor
9. A Heart Needs a Home
10. Mole in a Hole (Mike Waterson)